# Brontispa limbata
Brontispa limbata es un coleóptero de la familia Chrysomelidae.
Fue descrita científicamente por primera vez en 1876 por Waterhouse.